# آندری خاچاتوریان
آندری خاچاتوریان ((به بلاروسی: Андрэй Уладзіміравіч Хачатуран) ارمنی: Անդրեյ Խաչատուրյան؛ زادهٔ ۲ سپتامبر ۱۹۸۷) یک بازیکن فوتبال ارمنی‌تبار اهل بلاروس است.
وی همچنین در تیم ملی فوتبال بلاروس بازی کرده است.